# Ward Lemmelijn
Ward Lemmelijn (8 de marzo de 1997) es un deportista belga que compite en remo. Ganó cinco medallas en el Campeonato Mundial de Remo en Sala entre los años 2021 y 2025, en la prueba de 2000 m.

## Palmarés internacional
| Campeonato Mundial | Campeonato Mundial      | Campeonato Mundial | Campeonato Mundial |
| Año                | Lugar                   | Medalla            | Prueba             |
| ------------------ | ----------------------- | ------------------ | ------------------ |
| 2021               | Sede virtual            | Medalla de oro     | 2000 m             |
| 2022               | Sede virtual            | Medalla de oro     | 2000 m             |
| 2023               | Mississauga (Canadá)    | Medalla de plata   | 2000 m             |
| 2024               | Praga (República Checa) | Medalla de oro     | 2000 m             |
| 2025               | Sede virtual            | Medalla de oro     | 2000 m             |